# General Motors EV1
El General Motors EV1 fue el primer automóvil eléctrico moderno producido por uno de los mayores fabricantes de automóviles del mundo, y el primer vehículo de propulsión eléctrica lanzado al mercado por General Motors en los Estados Unidos. Su producción se interrumpió en 1999, y todos los vehículos en uso fueron retirados del mercado entre 2003 y 2004 por la compañía estadounidense. La mayoría de los 1.117 vehículos fabricados fueron destruidos por la propia GM y algunos vehículos fueron donados a museos.
Comercialmente lanzado al mercado en 1996, el coche eléctrico EV1 inicialmente estuvo disponible en California y Arizona, y únicamente bajo la modalidad de arrendamiento financiero o contrato de “leasing”.
Estas restricciones obedecieron a que el EV1 y el arrendatario eran parte de una evaluación de ingeniería en condiciones de uso real, creada por el Grupo de Vehículos de Tecnología Avanzada de la GM, así como parte de un análisis de mercado y estudio de la factibilidad de producción y comercialización de un vehículo eléctrico de pasajeros para ciertos mercados estadounidenses seleccionados.
Inicialmente el EV1 se fabricaba con baterías de plomo y ácido que luego fueron sustituidas por baterías de Ni-Mh. Su autonomía iba desde 70 millas (113 km) en la primera versión hasta 160 millas (257 km) en la última versión producida.
El EV1 se comercializó inicialmente solo en Los Ángeles, California y Phoenix/Tucson, Arizona. Un año después le siguieron San Francisco y Sacramento. La concentración del EV1 en el estado de California se debió al mandato del vehículo de cero emisiones que ese estado estableció en 1990, el cual obligaba a los fabricantes de automóviles a producir cuotas preestablecidas de ese tipo de vehículos.
El modelo opcional del año 1999 estaba equipado con baterías Ni-MH, y parece que nunca se comercializó en Arizona debido a que ese tipo de batería no funcionaba muy bien en climas cálidos. De acuerdo con el contrato de arrendamiento, GM estipuló que el mantenimiento y revisiones periódicas del EV1 solamente sería efectuado en concesionarios Saturn seleccionados.
Mientras que la reacción de los clientes fue muy positiva hacia el EV1, GM concluyó que los coches eléctricos ocupaban un nicho de mercado que no era rentable y terminó achatarrando todos sus vehículos eléctricos en contra de sus clientes. Y yendo más lejos, en alianza con los grandes fabricantes de coches, la compañía fue a los juzgados a litigar contra la regulación de la CARB. El resultado fue una regulación descafeinada sobre los vehículos de cero emisiones (ZEV), permitiendo a los fabricantes producir vehículos de emisiones muy bajas, vehículos a gas natural y vehículos híbridos en lugar de los eléctricos puros. El programa EV1 se canceló en 2002 y todos los coches fueron recuperados por GM. A los arrendatarios no se les ofreció la opción de compra de sus coches. GM argumentó que lo hizo porque tenía que cumplir normativas relativas a mantenimiento, recambios y responsabilidad civil.
La mayor parte de los EV1  fueron achatarrados y unos 40 se entregaron a museos e instituciones académicas previamente desactivados con el compromiso de no reactivarlos ni conducirlos en las vías públicas. Unos 20 fueron donados a instituciones de otros países. El único EV1 funcional fue donado a la Smithsonian Institution, que solo acepta vehículos que funcionen.
La cancelación del EV1 sigue creando controversia. Los entusiastas de los coches eléctricos, los grupos verdes y los antiguos arrendatarios de EV1 acusan a GM de autosabotaje para evitar potenciales pérdidas en las ventas de repuestos (forzadas por las regulaciones del gobierno que obliga a disponer de repuestos durante un número de años). También acusan a las petroleras de conspirar para echar de las carreteras a los coches eléctricos.
Como resultado de la destrucción de la mayoría de los EV1, los pocos que quedan intactos son los coches más raros de los años 90.

## Historia

### Orígenes

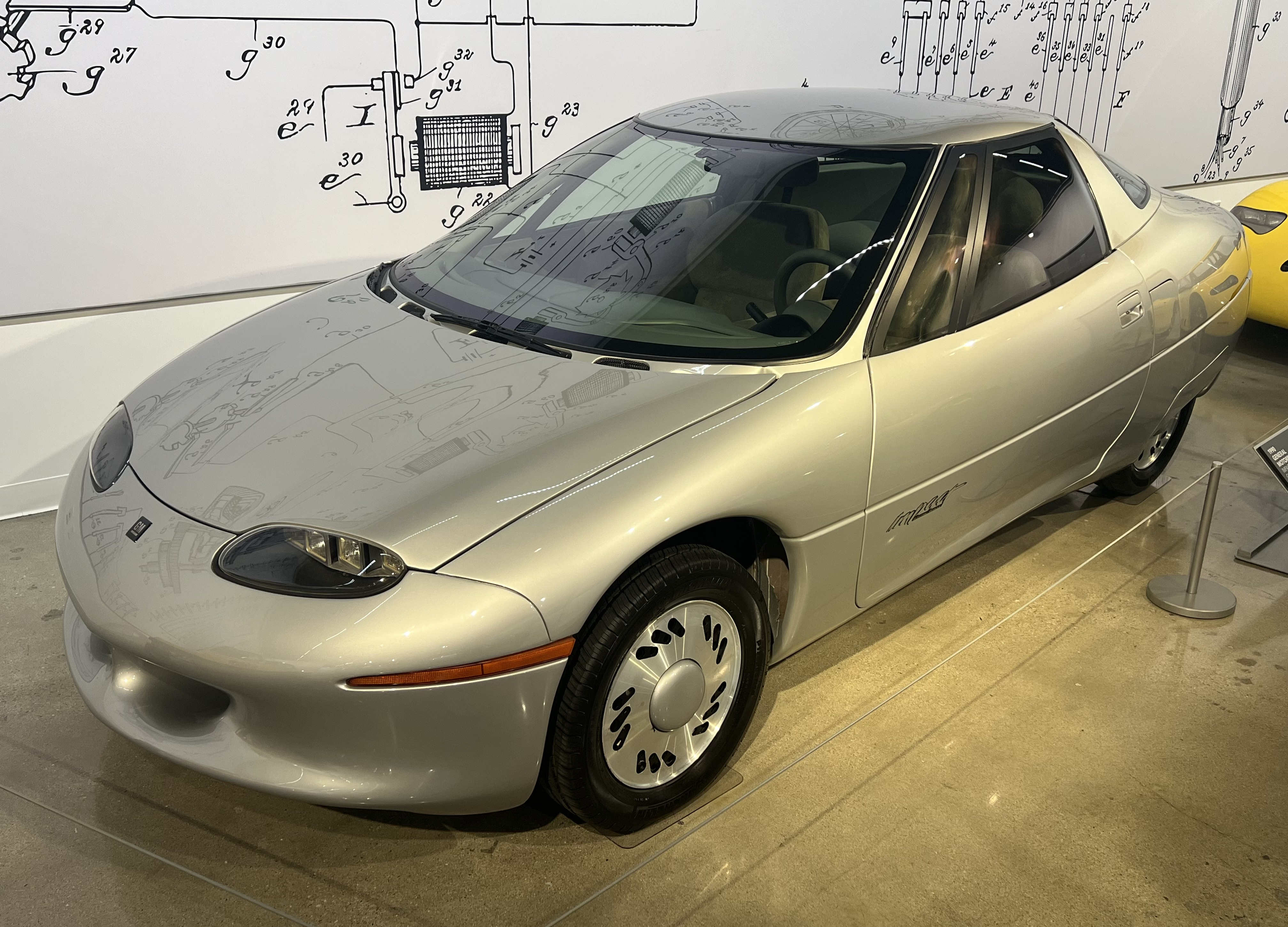
"Impact" (1990)

En enero de 1990 el presidente de GM, Roger Smith, presentó en Los Angeles Auto Show el concept car Impact. El coche eléctrico había sido desarrollado por la compañía AeroVironment, que aprovechó los diseños y conocimientos obtenido por GM en su participación en la carrera de vehículos solares World Solar Challenge 1987 en Australia. Ganó con el Sunraycer. Alan Cocconi de AC Propulsion diseñó y construyó los controladores electrónicos del motor para el Impact, y el diseño se refinó en abril de 1990 por Hughes Electronics.
Smith anunció que el Impact se produciría como coche de serie.
Impresionada por la viabilidad del Impact y motivada por la promesa de GM de producir el Impact, la California Air Resources Board (CARB) promulgó una gran iniciativa medioambiental que obligaba a cada uno de los 7 grandes fabricantes de coches a fabricar el 2% de su producción como vehículos de emisiones cero (ZEV) para 1998, 5% para 2001 y 10% para 2003 si querían seguir vendiendo sus coches en California. La comisión CARB afirmó que el mandato intentaba combatir la contaminación del aire de California, que en esos años era peor que la suma del resto de 49 estados de Estados Unidos.
Otros miembros de la American Automobile Manufacturers Association, Toyota, Nissan y Honda, también desarrollaron vehículos de emisiones cero como respuesta al mandato.
En 1994 GM inició el programa PrEView en el que se alquilaron 50 coches eléctricos Impact a conductores en períodos de una a dos semanas en los que estarían monitorizados. Los voluntarios debían tener un garaje en el que se pudiera instalar la unidad de carga. El supervisor del programa, Sean McNamara, esperaba como mucho 80 voluntarios en el área de Los Ángeles. Se vio obligado a cerrar las líneas telefónicas después de que llamaran 10 000 personas. En Nueva York, 14 000 personas llamaron antes de que se cerraran las líneas.
La respuesta de los conductores y las revistas del automóvil fueron favorables. La revista Motor Trend dijo: El Impact prueba que GM sabe cómo fabricar coches fantásticos. Este es el único coche eléctrico del mundo que se conduce como un coche normal. La revista Automobile calificó de sorprendente la conducción y maniobrabilidad, alabando la uniforme entrega de potencia. Ese año una versión modificada del Impact consiguió la marca de velocidad para vehículos eléctricos de serie de 183 mph (295 km/h). Según un artículo de portada del The New York Times, GM no creía que hubiera desarrollado un coche eléctrico de éxito: 

‘General Motors is preparing to put its electric vehicle act on the road, and planning for a flop. With pride and pessimism, the company, the furthest along of the Big Three in designing a mass-market electric car, says that in the face of a California law that requires that 2 percent of new cars be "zero emission" vehicles beginning in 1997, it has done its best but that the vehicle has come up short.... Now it hopes that lawmakers and regulators will agree with it and postpone or scrap the deadline.‘
‘GM se prepara para poner en la carretera su vehículo eléctrico y espera una decepción. Con orgullo y pesimismo, la compañía, que entre las tres grandes es la que ha ido más lejos diseñando un coche eléctrico para el mercado de masas, dice que de acuerdo a la ley californiana que obliga a que a principios de 1997 el 2% de los vehículos sean de emisiones cero, ha hecho lo mejor que ha podido, pero que el vehículo se ha quedado corto. Espera que los legisladores y reguladores pospongan o retiren la fecha límite.’
Matthew Wald

Según el artículo GM veía el programa PrEView como un fracaso, evidencia de que el coche eléctrico no era viable de momento, y que las regulaciones de CARB deberían ser retiradas. El vicepresidente para Energía y Medioambiente en GM, Dennis Minano, se cuestionaba se los consumidores querían coches eléctricos y dijo:

‘...if the law is there, we'll meet it... at this point of time, nobody can forecast that we can make [an electric car].‘
‘...si la ley está ahí, la cumpliremos... en este momento, nadie puede predecir que podamos fabricar un coche eléctrico.’
Dennis Minano

Las posiciones negativas adoptadas por los fabricantes fueron criticadas por Thomas C. Jorling, comisionado de conservación medioambiental del estado de Nueva York, que había copiado el programa de emisiones de California. Según Jorling los consumidores habían mostrado un tremendo interés por los coches eléctricos, pero los fabricantes no querían abandonar sus inversiones multimillonarias en la tecnología obsoleta del motor de combustión interna.

### Lanzamiento del Gen I y reacción inicial

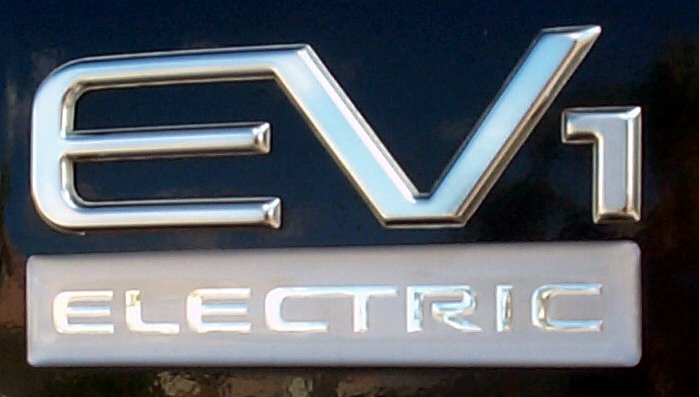
Logo del GM EV1

El trabajo en programa de coches eléctricos de GM continuó después de finalizar PrEView. Los 50 Impact usados en el programa fueron destruidos y el diseño había evolucionado al GM EV1 hacia 1996. El EV1 fue el primer coche de GM con el logo de "General Motors", en lugar de una de las marcas de GM. La primera generación del EV1 o "Gen I" estaba alimentado por baterías de plomo y ácido y tenían una autonomía entre 70 millas (113 km) y 100 millas (161 km). Se produjeron 660 coches pintados en verde oscuro, rojo y azul plateado.
Los coches se alquilaron por leasing con una opción de compra por 34 000 dólares, que fue retirada en el contrato posteriormente.). De forma similar al programa PrEView los arrendatarios fueron seleccionados por GM entre los residentes en el sur de California y Arizona. Los precios del alquiler mensual iban de 399 a 549 dólares. El lanzamiento del coche fue un acontecimiento mediático acompañado por una campaña de promoción de 8 millones de dólares, que incluyó anuncios de televisión, vallas publicitarias, un sitio web y la aparición en el estreno de la película Daylight de Sylvester Stallone. Los primeros arrendatarios incluyeron celebridades, ejecutivos y políticos. Se firmaron contratos de alquiler de 40 EV1 en el día del lanzamiento y GM estimó que alquilaría 100 coches para finales de 1996. Las entregas comenzaron el 5 de diciembre de 1996.
Joe Kennedy, vicepresidente de la marca Saturn (perteneciente a GM), aceptó las preocupaciones sobre el precio del EV1, la obsoleta tecnología de baterías de ácido y plomo, la autonomía limitada diciendo:

‘Let us not forget that technology starts small and grows slowly before technology improves and costs go down.‘
‘No olvidemos que la tecnología comienza pequeña y crece lentamente hasta que mejora y los costes decrecen.’
Joe Kennedy

Algunos grupos opuestos a los impuestos estaban en contra de las exenciones y ayudas que recibieron los arrendatarios de los EV1 porque subvencionaban a profesionales que ya ganaban bastante dinero. Algunos de esos grupos, como la organización de consumidores Californians Against Utility Company Abuse (que se opuso a la construcción de puntos de recarga para vehículos eléctricos usando dinero público), fueron acusados de recibir parte de sus ingresos de compañías petroleras muy interesadas en mantener en las carreteras los coches de gasolina.
Se comentó que el coche había tenido un lanzamiento limitado porque GM había hecho un trato con CARB para retrasar la implementación de la primera fase del programa ZEV, prevista para 1998.
En el primer año GM alquiló solo 288 coches. Sin embargo, en 1999, Ken Stewart, director del programa EV1, describió la respuesta de los conductores como:

‘Wonderfully-maniacal loyalty.‘
‘Lealtad maravillosamente desenfrenada.’
Ken Stewart

Los arrendatarios habían integrado el EV1 en sus vidas, convirtiendo la novedad inicial en su modo de transporte principal.
Algunos entusiastas del EV1 creían que GM estaba siendo ambiguo en la promoción del EV1 después de su lanzamiento. Mientras que uno de los anuncios primeros del EV1 en televisión fue nominado para el premio Emmy, la publicidad posterior se limitó a correo postal y anuncios de televisión en canales especializados. Oficialmente GM seguía comprometida con el vehículo eléctrico, pero algunos entusiastas estaban preocupados porque un menor interés del público resultaría en la cancelación del programa. El cineasta Marvin Rush, que era uno de los arrendatarios, gastó 20 000 dólares de su bolsillo para producir y emitir 4 anuncios de radio sobre el EV1. Inicialmente GM se opuso a dicha iniciativa, pero cambió de opinión y anunció que emitiría los anuncios como oficiales y le devolvería el dinero gastado.
En 1997 GM gastó 10 millones de dólares en publicidad y prometió incrementar en 5 millones de dólares más para el año 1998.

### Segunda generación: 1999–2003
En 1999 GM lanzó la versión EV1 Gen II.
Las mejoras principales fueron menores costes de producción, funcionamiento más silencioso, reducción de peso, mejora de las baterías. Inicialmente el EV1 Gen II se lanzó con un paquete de baterías de ácido y plomo Panasonic de 60 Ah que sumaban una capacidad de 18,7 kWh. Suponía una ligera mejora usando los mismos 312 V iniciales.
Los modelos posteriores usaron un paquete de baterías Ovonics de NiMH de 77 Ah y 26.4 kWh con 343 V. Los coches con baterías de ácido y plomo tenían una autonomía de 80 millas (129 km) a 100 millas (161 km), mientras que con las baterías de NiMH la autonomía era de 100 millas (161 km) a 140 millas (225 km).
Para la segunda generación de EV1, el programa de leasing se extendió a las ciudades de San Diego, Sacramento, y Atlanta. Los pagos mensuales iban de 349 a 574 dólares.
Se produjeron 457 EV1 Gen II en los 8 meses posteriores a diciembre de 1999.
Según diferentes fuentes cientos de conductores querían alquilar un EV1 pero no podían.
El 2 de marzo del 2000 GM llamó a taller a 450 EV1 Gen I porque un cable del puerto de carga defectuoso podría calentarse tanto como para quemarse. Se produjeron 16 incidentes de sobrecalentamiento y al menos un incendio debido a dicho defecto que destruyó el coche alquilado a Ron Brauer y Ruth Bygness mientras estaba recargando. Este defecto no afectó a la segunda generación.
En los dos años siguientes unos 200 EV1 Gen I fueron reconvertidos para usar el paquete de baterías de NiMH batteries. Fueron alquilados a los mismos arrendatarios por un período de dos años y con una cláusula de kilometraje limitado. Se produjeron retrasos en la reconversión a las baterías de NiMH. GM ofreció a los conductores de EV1 Gen I la cancelación de su alquiler sin costes o transferir el alquiler a uno de los 150 EV1 Gen II que quedaban, saltando la lista de espera de los nuevos conductores del EV1 Gen II.

### Cancelación del programa
Hasta 2002 se habían producido 1 117 EV1. La producción finalizó en 1999 cuando GM cerró la planta de montaje. El 7 de febrero de 2002 Ken Stewart, mánager de GM Advanced Technology Vehicles, notificó a los arrendatarios que GM retiraría los coches de la carretera, contradiciendo afirmaciones anteriores que decían que GM no quitaría a sus clientes los coches de las carreteras. Los conductores temían que sus coches fueran destruidos después de su recuperación por GM.

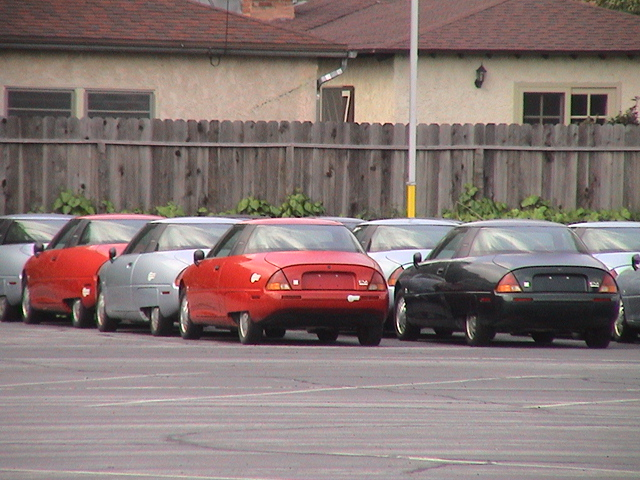
Varios EV1 recuperados por GM después de la no renovación del alquiler en Burbank, California.

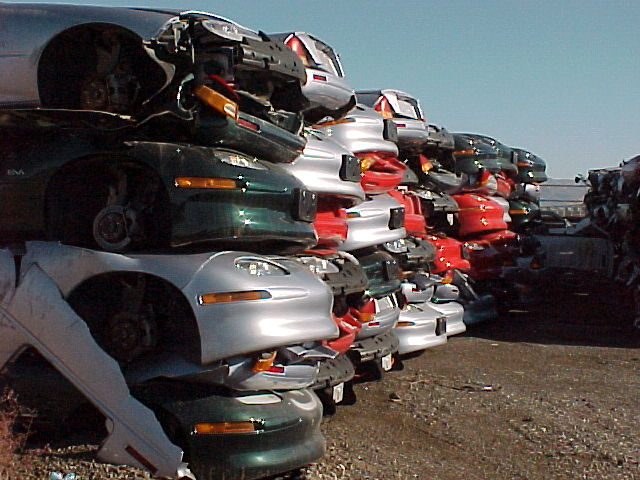
Varios EV1 achatarrados

A finales de 2003 GM, dirigida entonces por el CEO Rick Wagoner, canceló oficialmente el programa EV1.
Barthmuss, actuando como portavoz de GM, dijo en septiembre de 2003:

‘We've learned that there is not a mass market for a full-functioning vehicle of this kind. The EV1 told us that vehicles that forced consumers to make too many lifestyle changes were not going to be the future.’
Aprendimos que no hay un mercado masivo para un vehículo de este tipo. El EV1 nos enseñó que estos vehículos fuerzan a los consumidores a hacer demasiados cambios en su estilo de vida y por lo tanto no van a ser el futuro.’
Barthmuss

El coste de mantener el suministro de recambios y la infraestructura de mantenimiento por un mínimo de 15 años requeridos por el estado de California no quiso asumirlo GM y en consecuencia los arrendamientos existentes no serían renovados y todos los coches deberían ser devueltos a GM. Al menos 58 conductores de EV1 mandaron cartas y despositaron cheques a nombre de GM, solicitando una extensión del alquiler sin coste ni riesgo para GM. Los conductores acordaron ser los únicos responsables por el mantenimiento y reparación de los EV1, y concedían a GM el derecho de cancelar el alquiler si fueran necesarias reparaciones muy costosas. El 28 de junio de 2003 GM rechazó la oferta y devolvió los cheques que totalizaban 22 000 dólares. En comparación, Honda, que había tomado acciones similares con su programa EV+ accedió a extender sus alquileres.
En noviembre de 2003 GM comenzó a recuperar los coches. Unos 40 fueron donados a museos e instituciones académicas, (por ejemplo, Mott Community College en Flint, Míchigan), pero con sus motores desactivados para que no pudieran ser conducidos. La mayoría fueron destruidos y achatarrados.
El documental Who Killed the Electric Car? muestra evidencias del interés del público contra la decisión de GM de destruir el coche. Incluye imágenes de empleados del equipo EV1 de GM discutiendo sobre la lista de espera de personas interesadas en alquilar o comprar el EV1. En 2003 un reportero de Los Angeles Times intentó alquilar un EV1 a GM, pero le dijeron que era bienvenido a la lista de espera, junto a otros, durante un tiempo indeterminado, pero que las posibilidades de conseguir un coche eran remotas.
Los críticos de GM y partidarios de los coches eléctricos afirmaron que GM temía que la emergencia del coche eléctrico reduciría el muy rentable mercado de recambios, ya que los coches eléctricos tienen muchas piezas menos que un coche de combustión interna. Otros críticos afirmaron que cuando CARB obligó a que en California un porcentaje de las ventas de coches fueran coches de cero emisiones, GM temió que el EV1 llevara a una regulación similar en otros estados. GM junto a otros fabricantes batalló contra el mandato de CARB contra quien se querelló en el juzgado federal. En la audiencia del 2000 GM afirmó que los consumidores simplemente no estaban mostrando suficiente interés en el EV1 para alcanzar los requirimientos del mandato de CARB. GM junto con Toyota citó un estudio que habían encargado que mostraba que los clientes solo comprarían un coche eléctrico en vez de uno de gasolina, si costara 28 000 dólares, menos que uno similar de gasolina. Dr. Kenneth E. Train de la universidad UC Berkeley, que dirigió el estudio, afirmó que dado que el precio medio de un Toyota RAV4 era de 21 000 dólares, Toyota tendría que regalar al comprador de un RAV4-EV un cheque de 7 000 dólares. Un estudio independiente encargado por la California Electric Transportation Coalition (CalETC) y dirigido por Green Car Institute y por la firma de estudio de mercados automovilísticos Dohring Company llegó a conclusiones muy diferentes. El estudio usó la misma metodología empleada por la industria automovilística para identificar mercados para sus coches de gasolina. Concluyó que el mercado anual para vehículos eléctricos era del 12% al 18% de los vehículos ligeros de California, lo que suponía entre 151 200 y 226 800 vehículos eléctricos, lo que suponía diez veces más la cantidad estipulada por el mandato de CARB. Sin embargo, el estudio hizo notar que los vehículos requerían una mayor autonomía y deberían ser vendidos a precios similares a los equivalentes de gasolina. Los resultados del estudio de Toyota-GM fueron cuestionados a la luz del éxito del Toyota RAV4-EV eléctrico, que se vendía por 30 000 dólares, lo que era una venta a pérdidas. En las audiencias los fabricantes también presentaron el vehículo de hidrógeno como una mejor opción frente al coche de gasolina, reforzado por un presupuesto federal para la investigación del hidrógeno. Muchos, incluyendo miembros del CARB presentes en el juicio, estaban preocupados porque parecía un cebo para que CARB eliminara el mandato de vehículos eléctricos porque la opción del hidrógeno no era tan viable como pretendían hacer ver.
El CARB había pospuesto varias veces las fechas límite porque los fabricantes de coches no estaban preparados para cumplir el mandato de vehículos de emisiones cero ZEV. En 2001 propuso enmiendas que concederían créditos por producir (Advanced Technology Partial ZEV) vehículos de tecnología avanzada de emisiones reducidas como los híbridos, en lugar de coches eléctricos. Sin embargo, los fabricantes usaron esa relajación de las normas para desafiar la legislación en su conjunto.
General Motors y Daimler-Chrysler se querellaron contra CARB en el Juzgado del Distrito Este de California, argumentando con éxito que el método para determinar si un vehículo era Advanced Technology Partial ZEV (AT PZEV) usaba el consumo de combustible como medida de corte junto a las emisiones reducidas. Según la ley federal los estados no pueden regular el consumo de combustible. El juez Robert E. Coyle emitió una orden restrictiva el 11 de junio contra CARB en la que consideraba anticonstitucionales las enmiendas de 2001 y prohibió su implementación.

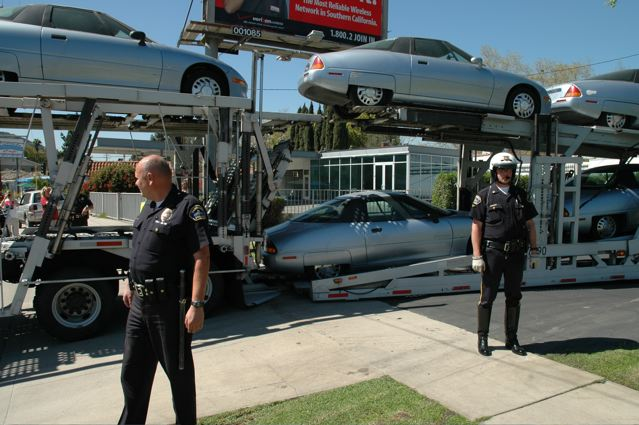
La policía protege en Burbank el transporte de varios GM EV1 a un desguace.

A finales de 2002 no quedaba ningún EV1 en la carretera porque GM había recuperado todos los vehículos alquilados de sus arrendatarios.
Posteriormente, varios ejecutivos e ingenieros de la GM comentaron que esta decisión fue un error, ya que si hubieran continuado con las investigaciones del prototipo híbrido enchufable del EV1, les hubiera permitido desarrollar y comercializar el Chevrolet Volt diez años antes.

### Reacciones
Las reacciones a la cancelación del programa EV1 fueron variadas. Según GM el EV1 no era un fracaso, pero el programa estaba condenado porque los esperados avances en la tecnología de baterías no se produjeron en las fechas previstas, citando la disponibilidad de la tecnología de baterías NiMH, desarrollada por Energy Conversion Devices de Míchigan, hasta muy avanzado el ciclo de producción. Las baterías mejoraron la autonomía pero no tanto como se esperaba y trajeron nuevos problemas: un algoritmo de recarga menos eficiente tenía que usar tiempos de carga más largos, las baterías se calentaban más rápidamente que las de ácido y plomo y requerían el uso de refrigeración para enfriarlas, malgastando energía. GM también citó que la eliminación del mandato de emisiones cero de CARB fue un factor en la cancelación del programa. Sin embargo la compañía fue ampliamente acusada de presionar contra el mandato en un acto de autosabotaje.
En 2006 Joe White del Wall Street Journal dijo:

‘The EV1 was a failure, as were other electric vehicles launched in the 1990s to placate California clean-air regulators.‘
‘El EV1 fue un fracaso, como otros vehículos eléctricos lanzados en los 90 para apaciguar a los reguladores de California.’
Joe White

Esta opinión fue replicada por la revista Time que en 2008 colocó al EV1 en su lista de los 50 peores coches de la Historia.
A la luz de las crisis financieras y del petróleo las opiniones sobre el programa EV1 cambiaron.
En 2006 el antiguo presidente de GM y CEO Rick Wagoner dijo que su peor decisión durante su mandato fue:

‘axing the EV1 electric-car program and not putting the right resources into hybrids. It didn't affect profitability, but it did affect image.‘
‘Dar un hachazo al programa del coche eléctrico EV1 y no dedicar los recursos adecuados a los coches híbridos. No afectó a la rentabilidad, pero sí afectó a la imagen.’
Rick Wagoner

Wagoner repitió esta afirmación durante una entrevista a NPR en diciembre de 2008 tras las audiencias en el Senado para el rescate de la industria del automóvil.
En el ejemplar del 13 de marzo de 2007 de la revista Newsweek, el jefe de investigación y desarrollo de GM Larry Burns imaginaba que si GM no hubiera cancelado el prototipo de EV1 híbrido una década antes GM habría tenido el Chevrolet Volt 10 años antes.

### Resurrección
Algunos de los EV1 desactivados y donados a universidades y escuelas de ingeniería fueron reactivados y conducidos en carreteras públicas. Las instituciones fueron atacadas por GM por violar los acuerdos de la donación que indicaban que los coches no podían ser matriculados, ni conducidos en carreteras públicas, y solo podían ser restaurados y exhibidos.
En 2004 GM donó uno de los EV1 de la primera generación (número de serie 660) a la Smithsonian Institution en Washington D. C.. Es el único EV1 no desactivado ya que esta institución solo acepta ejemplares intactos y funcionales.
Dentro de la estrategia de electrificación de vehículos de GM, y siguiendo el lanzamiento del híbrido enchufable Chevrolet Volt a finales de 2010, el Chevrolet Spark EV fue lanzado en junio de 2013 como el primer coche eléctrico de pasajeros comercializado por GM en Estados Unidos desde que el GM EV1 fue cancelado en 1999.
En diciembre de 2019 apareció un GM EV1 abandonado en un aparcamiento público de Atlanta, aunque aparentemente intacto.

## Tecnología y diseño

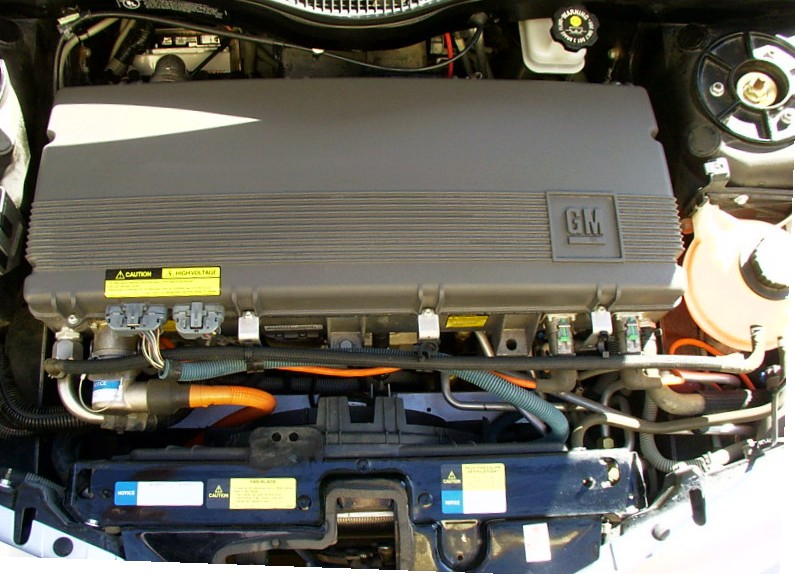
Motor eléctrico del EV1

Antes del Impact y EV1 se había visto poco desarrollo en vehículos eléctricos.
El Henney Kilowatt, que finalizó su producción e 1961, fue el último coche eléctrico de serie.
Dentro de GM el Electrovair y el Electrovette de 1966 y 1976, respectivamente, nunca alcanzaron la producción y quedaron como kits de conversión conceptuales para los modelos de gasolina homólogos. Se culpó a los costes técnicos y de producción.
En contraste, el EV1 fue diseñado desde cero para ser un vehículo eléctrico. No era una conversión de un vehículo ya existente, ni compartía el motor con otro modelo de GM. Esto contribuyó a unos altos costes de desarrollo y producción. El programa EV1 fue inicialmente administrado por el ingeniero de GM Kenneth Baker, que había sido el director del programa Electrovette en los setenta.

### Configuración
El EV1 no fue solo un escaparate para la propulsión eléctrica, sino que fue pionero en otras tecnologías y características que se trasladaron a otros modelos de GM y otros fabricantes. El EV1 fue de los primeros coches de serie en usar aluminio en la construcción del chasis. Los paneles de la carrocería eran de plástico en vez de metal, haciendo el coche más ligero y resistente a los roces. El coche llevaba frenos antibloqueo ABS y control de tracción. También disponía de un acceso y arranque sin llave. Usaba un cristal térmico para repeler el calor en los días calurosos. Tenía un sistema automático de monitorización de la presión de los neumáticos. Disponía de dirección eléctrica asistida y un sistema de climatización programable.
Para optimizar la eficiencia el EV1 tenía un coeficiente aerodinámico (Cd) muy bajo: 0,19. También el área frontal era muy baja: 0,36 m².
Las llantas eran de una aleación de magnesio muy ligera. Los asientos también usaban esa aleación.
Los neumáticos Michelin Proxima RR™ Radial tenían una resistencia a la rodadura muy baja. Tenían medidas P175/65R14 y se inflaban a 50 psi de presión. No llevaba rueda de repuesto.

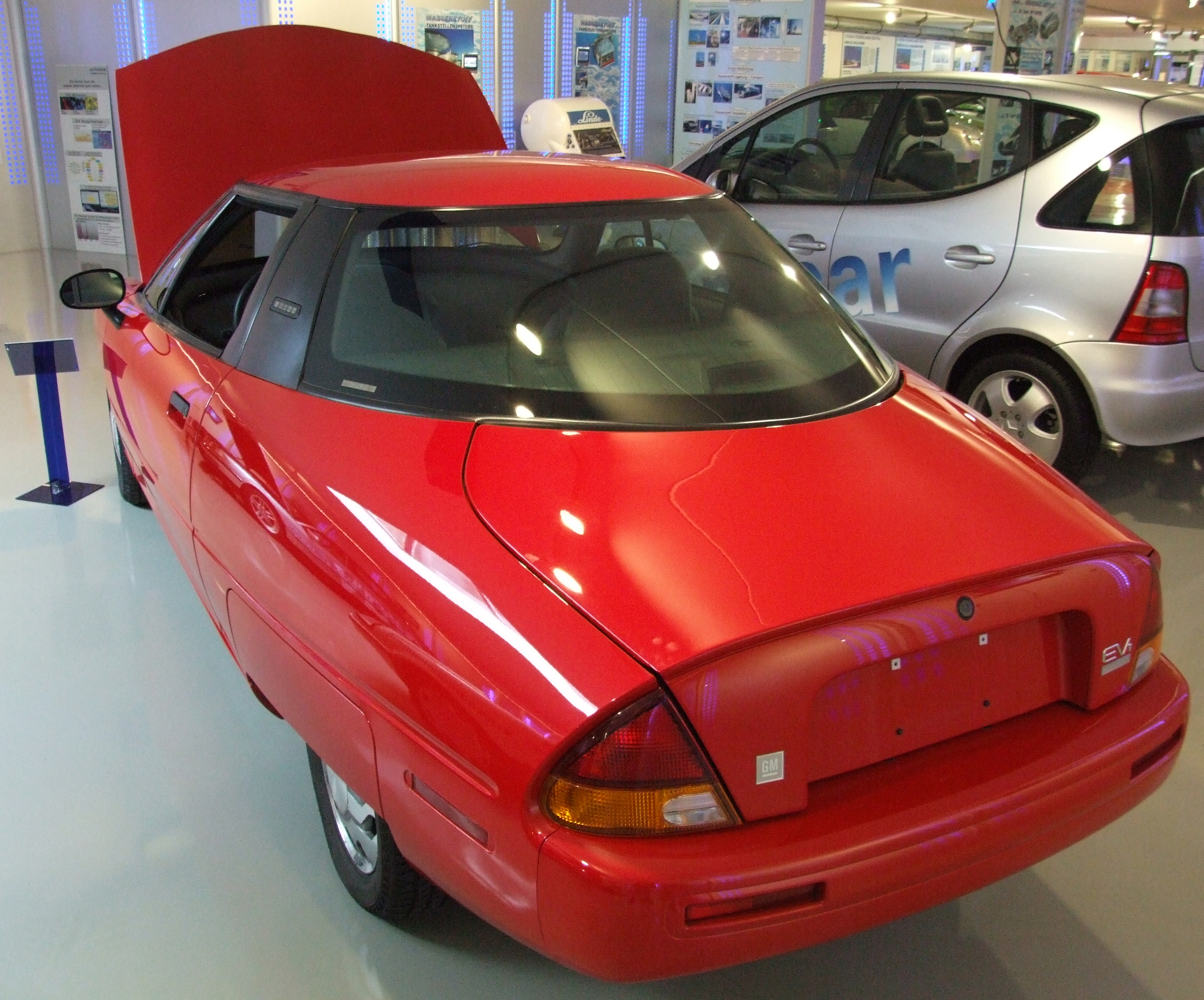
El EV1 tenía chasis de aluminio, paneles de plástico en la carrocería y un coeficiente aerodinámico C_{d} de 0,19

Tenía 4 310 mm de largo y 1 765 mm de ancho. Era un cupé de dos plazas y dos puertas.

### Motor
El motor eléctrico trifásico de inducción producía 102 kW (139 CV) a 7 000 rpm A diferencia de los motores de combustión interna, el EV1 podía entregar su par máximo (149 N·m) desde 0 hasta 7 000 rpm. Esto hacía innecesaria la caja de cambios que era sustituida por una caja reductora de una marcha que estaba integrada con la transmisión.

### Batería
Los modelos EV1 Gen I lanzados en 1996 usaban baterías de ácido y plomo que pesaban 594 kg. La primera tanda de baterías la fabricó la filial de GM Delphi. Entregaban 53 Ah, 312 V y 16,5 kWh. Su autonomía era de 70 millas (113 km) a 100 millas (161 km) por carga.
Los modelos EV1 Gen II lanzados en 1999 usaban baterías de ácido y plomo suministradas por Panasonic. Algunos de los EV1 Gen I fueron reconvertidos con este paquete de baterías. Las baterías entregaban 60 Ah, 312 V y 18.7 kWh. El paquete estaba formado por 26 baterías de 12 V.
Su autonomía era de 100 millas (161 km) por carga.
Más adelante los EV1 Gen II se produjeron con el paquete de baterías de NiMH (Ovonic), que redujo a 1 319 kg el peso del vehículo. Este paquete también se instaló en los vehículos producidos anteriormente. El diseño de los paquetes de baterías fue creado y dirigido por John E. Waters dentro de la compañía Delco Remy.
Las baterías de NiMH entregaban 77 Ah, 343 V y 26,4 kWh. El paquete estaba formado por 26 baterías de 13,2 V. Su autonomía era de 160 millas (257 km) por carga. Esto era más del doble que las primeras unidades del EV1 Gen I.
El paquete de baterías de NiMH tardaba hasta 8 horas para cargar hasta su capacidad máxima. Para alcanzar el 80% de la capacidad tardaba entre 1 y 3 horas.

### Autonomía
| Versión              | Tipo batería  | Capacidad (kWh) | Autonomía           | Peso (kg) |
| -------------------- | ------------- | --------------- | ------------------- | --------- |
| EV1 Gen I            | Ácido y plomo | 16,5            | 70 millas (113 km)  | 594       |
| EV1 Gen II Panasonic | Ácido y plomo | 18,7            | 100 millas (161 km) | ---       |
| EV1 Gen II Ovonic    | NiMH          | 26,4            | 160 millas (257 km) | 481       |

| Prueba                                  | Autonomía           | Energía usada (kWh) | Potencia media (kW) | Energía específica (Wh/kg) |
| --------------------------------------- | ------------------- | ------------------- | ------------------- | -------------------------- |
| Velocidad constante de 45 mph (72 km/h) | 220 millas (354 km) | 28,50               | 5,81                | 58,5                       |
| Velocidad constante de 60 mph (97 km/h) | 160 millas (257 km) | 27,04               | 10,28               | 56,2                       |
| Prueba de homologación SAE J1634        | 140 millas (225 km) | 25,14               | 5,28                | 52,3                       |

### Seguridad
| Año                      | 1998          |
| Choque frontal Conductor | [ 60 ]        |
| Choque frontal Copiloto  | [ 60 ]        |
| Choque lateral Conductor | No calificado |
| Choque lateral Copiloto  | No calificado |
| 4x2 Vuelco               | No calificado |
| 4x4 Vuelco               | No calificado |
| ------------------------ | ------------- |

## Experiencia de conducción

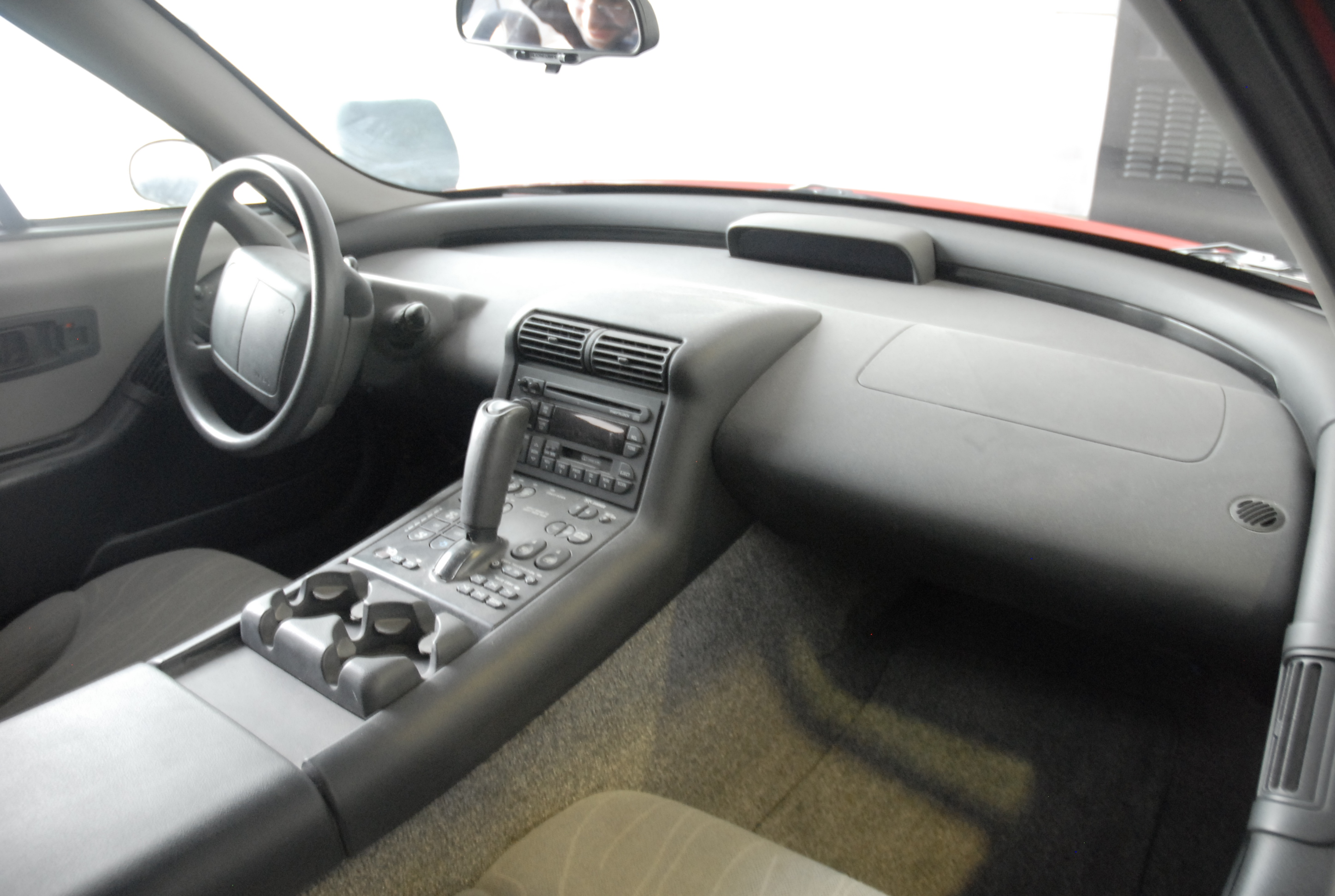
Interior del EV1

La experiencia de conducir un EV1 era diferente a un coche de gasolina o diésel. El coeficiente aerodinámico de 0,19 era el más bajo de la historia para un coche de serie, mientras que un coche típico lo tenía entre 0,3 y 0,4.
La silueta estilizada producía menos ruido a velocidades de autopista por lo que era más confortable para sus ocupantes. Detenido o a baja velocidad el coche no producía ruido, solo un ligero gemido de la caja reductora. La forma de la carrocería le daba un aspecto totalmente diferente. Toda la instrumentación era digital. No tenía diales analógicos.
Gracias a que el par motor máximo estaba disponible desde cero, el EV1 podía acelerar de 0 a 50 mph (80 km/h) en 6,3 segundos, y de 0 a 60 mph (97 km/h) en 8 segundos.
La velocidad máxima estaba limitada electrónicamente a 80 mph (129 km/h).
En su lanzamiento el EV1 era el único coche eléctrico con baterías de ácido y plomo que cumplía todos los objetivos de la normativa EV America del United States Department of Energy.
La distribución de pesos era de 53% delante y 47% detrás.
El cargador externo era de tipo inductivo y tenía 6,6 kW de potencia.
El cargador doméstico proporcionado por GM medía 0,45 x 0,60 x 1,50 m. Contenía un disipador de calor integrado. La carga se efectuaba por inducción insertando una pala en un hueco que tenía el EV1 entre los faros. GM los instalaba en una o dos semanas y tenían un precio adicional de 2 500 dólares.
GM también ofreció un cargador de emergencia para conectarse a enchufes domésticos de 120 V de corriente alterna. Se podía usar en cualquier enchufe estándar de los Estados Unidos para hacer una recarga lenta. Este cargador no estuvo disponible para los modelos equipados con baterías de NiMH.
El EV1 no tenía llave para abrir y cerrar el vehículo, ya que usaba un teclado numérico en el pilar junto a la puerta del conductor para introducir el Número de Identificación Personal (PIN). Una vez dentro del coche no se precisaba ninguna llave. En la consola central había un teclado en el que introducir el PIN para arrancar el vehículo.
El equipamiento de serie incluía:
- Dos airbags
- Control de velocidad de crucero
- Dirección asistida
- Control de tracción
- Luces diurnas
- ventanillas laterales eléctricas
- Espejos regulables eléctricamente
- Radio AM/FM con casete y lector de CD
- Freno regenerativo
- Desempañador y deshelador eléctrico de parabrisas
- Estructura de aluminio
- Sistema de control de presión de neumáticos
- Sistema de climatización con bomba de calor
- Sistema de precalentamiento del habitáculo
- Cierre centralizado por teclado
- Activación del arranque por teclado

## Conductores
- Bill Nye, divulgador científico. Por mediación de Chelsea Sexton que trabajaba como especialista de vehículos eléctricos en GM, Bill Nye fue uno de los conductores del vehículo eléctrico GM EV1.[64]
- Danny DeVito, actor. Fue uno de los primeros conductores.[65]

‘Somebody made a deal to kill the electric car, or I still would’ve been driving it now.‘
‘Alguien hizo un trato para matar el coche eléctrico, o todavía lo estaría conduciendo.’
Danny DeVito

- Chris Paine, director de cine.[64] Dirigió los documentales Who Killed the Electric Car? y Revenge of the Electric Car en los que se investiga el caso del GM EV1.
- Dean Devlin, productor ejecutivo del documental Who Killed the Electric Car?.[67]

## Costos
GM calculó los alquileres sobre un precio del vehículo de 33 995 dólares. El alquiler mensual iba desde 299 a 574 dólares. Como GM no ofreció la opción de compra a la finalización del alquiler, nunca se estableció su precio residual. Un representante del sector dijo que cada EV1 le costó a la compañía unos 80 000 dólares, incluyendo investigación, desarrollo y otros costes asociados.
Otros calcularon que el coste real fue de 100 000 dólares.
En noviembre de 2012 Bob Lutz, vicepresidente de GM responsable del Chevrolet Volt, afirmó que cada EV1 costó 250 000 dólares y se alquiló por 300 dólares al mes. GM calculó que el coste del programa EV1 fue de algo menos de 500 millones de dólares sin contar los costes de ventas y publicidad. En total superó los 1000 millones de dólares. Parte de ese dinero fue sufragado por el programa Partnership for a New Generation of Vehicles (PNGV) aprobado por el gobierno de Bill Clinton y que contaba con 1 250 millones de dólares.
Además todos los fabricantes que querían entrar en el mercado de coches eléctricos se beneficiaron de los fondos federales destinados a United States Council for Automotive Research y United States Advanced Battery Consortium.
GM fabricó un total de 1 117 unidades del EV1.

## Desarrollos relacionados

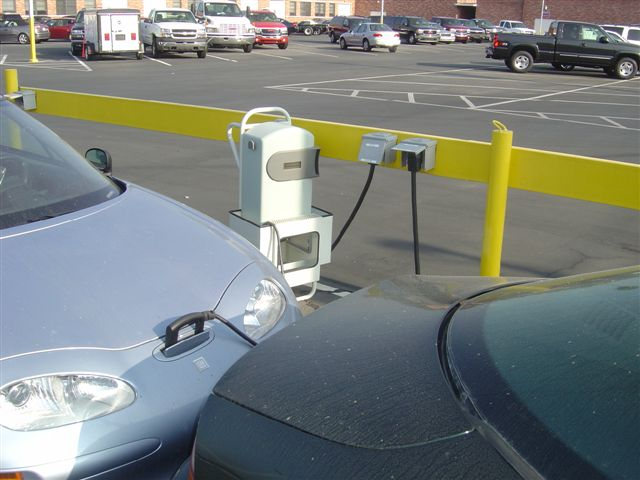
EV1 cargando en un punto de recarga

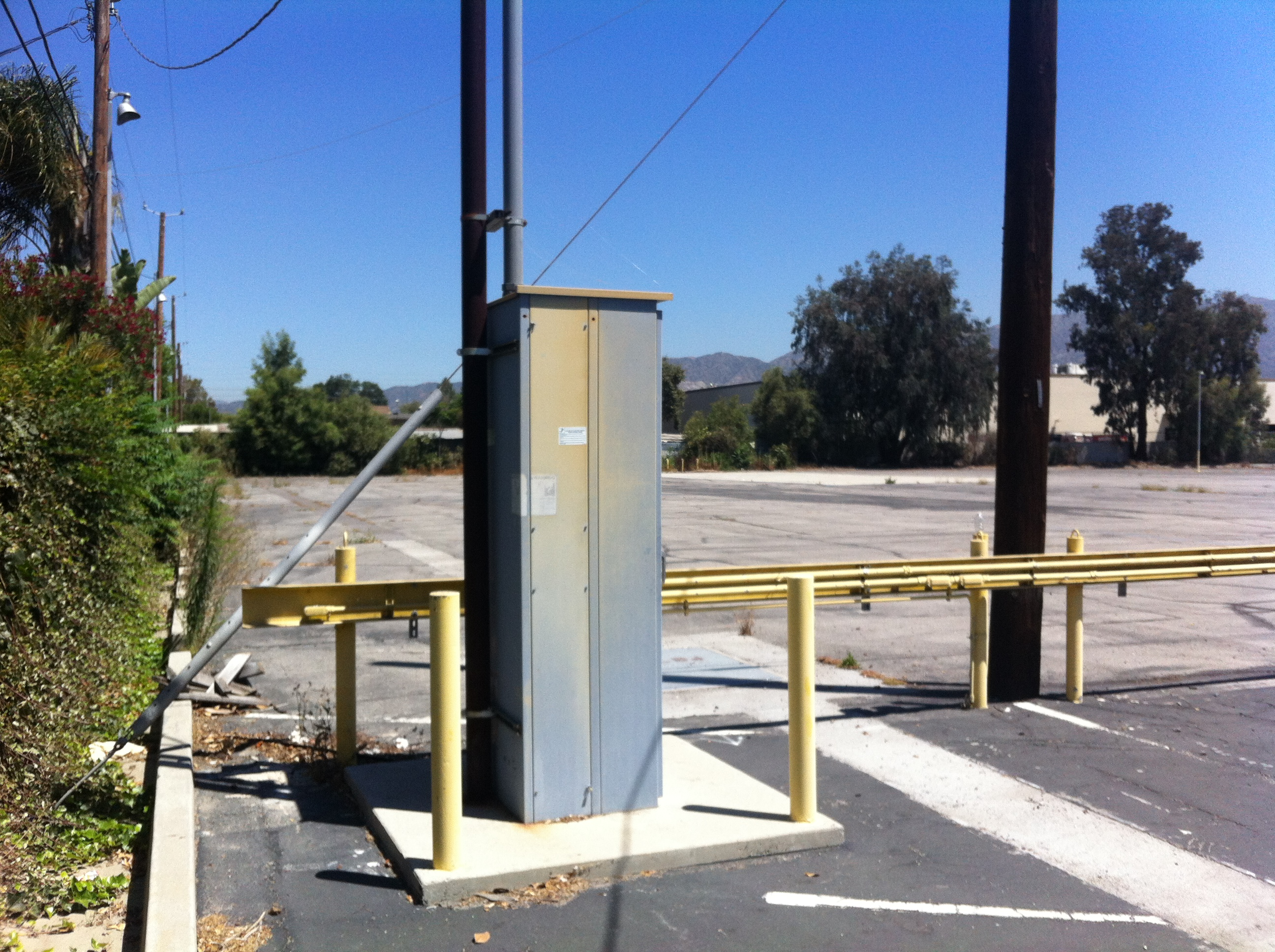
Puntos de recarga de EV1 abandonados.

GM mostró varios prototipos derivados del EV1 en el Detroit Auto Show de 1998. Los modelos incluían un híbrido diésel-eléctrico, un híbrido turbina de gas-eléctrico, uno con célula de combustible, y otro de combustión interna de gas natural comprimido de bajas emisiones.
En ese período GM reorganizó sus divisiones electrónicas (entre ellas estaban Hughes Electronics y Delco) en Delco Propulsion Systems para comercializar esta tecnología en nichos de mercado. Algunas empresas no afiliadas con GM compraron sistemas de propulsión e inversores para reconversión de vehículos.
Durante el proceso de diseño del EV1 GM propuso una plataforma 483 mm más larga para acomodar 4 pasajeros pero la descartó porque su autonomía quedaría entre 40 millas (64 km) y 50 millas (80 km).

### EV1 CNG
La variante de gas natural comprimido CNG usaba un motor de aluminio OHC modificado de Suzuki de 1,0 litros, 3 cilindros turboalimentado. Producía 54 kW (73 CV) a 5 500 rpm. Las baterías se reemplazaron por dos depósitos de CNG que permitían una presión de funcionamiento de 3 000 psi. Los tanques se podían llenar en solo cuatro minutos. Con una transmisión de variador continuo aceleraba de 0 a 100 km/h en 11 segundos. La autonomía era de 350 millas (560 km) a 400 millas (640 km).

### EV1 híbrido

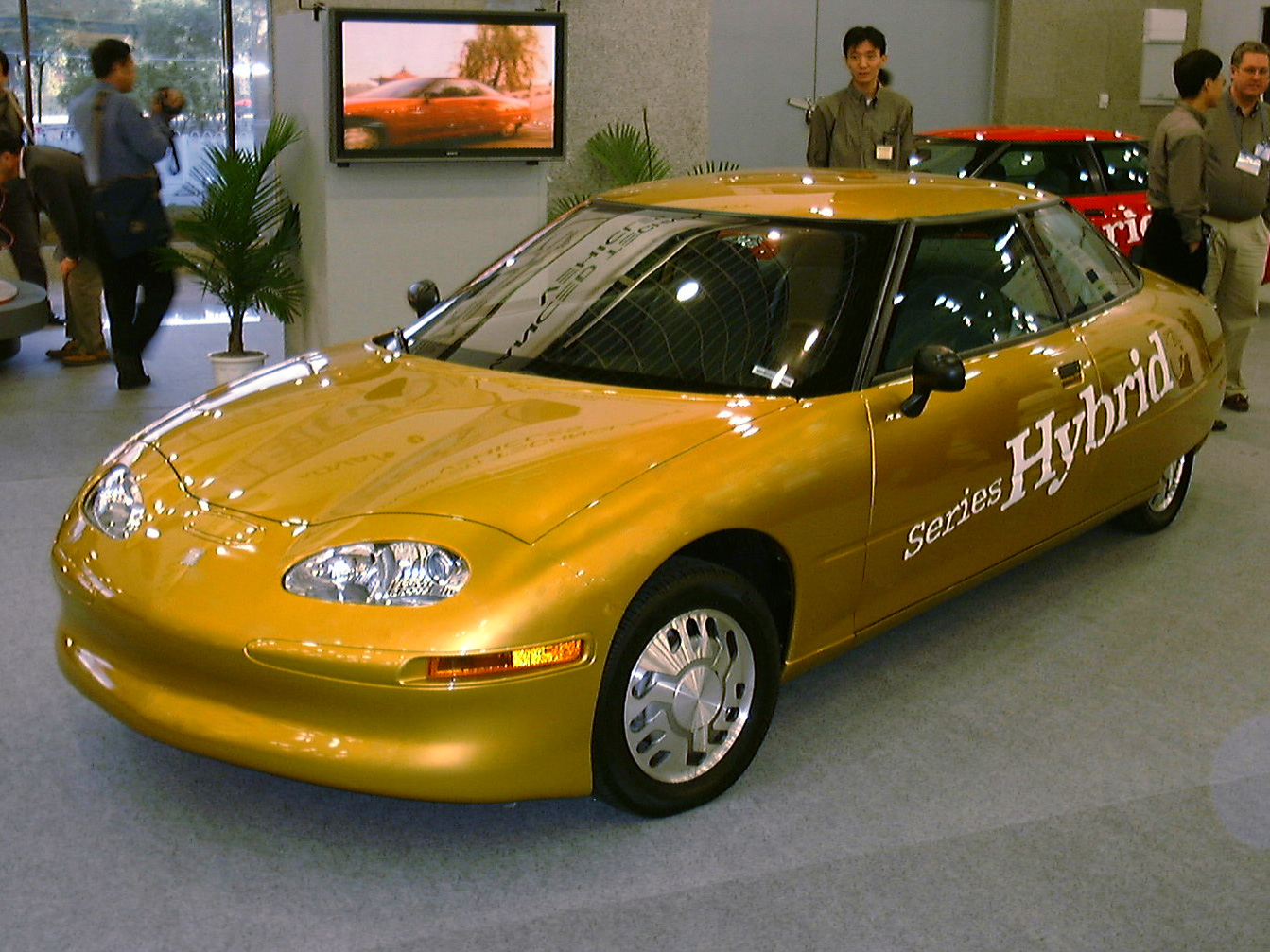
Prototipo híbrido del EV1 en EVS-16 en Beijing, China, 1999.

Este prototipo híbrido tenía una turbina de gas en el maletero que funcionaba como motor auxiliar. La turbina estaba fabricada por Williams International y pesaba 220 lb (100 kg). Medía 20 plg (51 cm) de diámetro y 22 plg (56 cm) de largo. Funcionaba entre 100 000 y 140 000 rpm. La turbina podía funcionar con combustibles alternativos de alto octanaje como gasolina, queroseno y gas natural comprimido. La turbina arrancaba automáticamente cuando la carga de las baterías caía por debajo del 40% y suministraba 40 kW (54 CV) de potencia eléctrica, suficiente para mantener la velocidad de 129 km/h y llevar la carga de las baterías al 50%. El depósito de combustible era de 18,9 litros y el consumo era de entre 3,92 l/100 km y 2,35 l/100 km en modo híbrido, dependiendo de las condiciones de conducción. Esto permitía una autonomía en autopista de más de 390 mi (628 km). El coche aceleraba de 0 a 60 mph (97 km/h) en 9 segundos.
Otro programa de investigación propulsaba un EV1 Gen2 híbrido con un motor Stirling. Técnicamente era posible pero no tenía viabilidad comercial en aquel tiempo.

### EV1 híbrido paralelo
La variante híbrida en paralelo llevaba en el maletero un motor DTI turbodiésel de 1,3 litros Isuzu que proporcionaba 75 HP (56 kW), y un motor/generador DC de 6,5 HP (5 kW). Los dos motores propulsaban las ruedas traseras por medio de un diferencial controlado electrónicamente. Cuando se combinaban con el motor de inducción AC que impulsaba las ruedas delanteras, los tres motores sumaban 219 HP (163 kW), acelerando el coche de 0 a 60 mph (97 km/h) en 7 segundos. Un depósito de diésel podría permitir recorrer 550 millas (885 km) con un consumo de 2,94 l/100 km.
Una tecnología similar se usó en coche conceptual Opel Astra Diesel Hybrid de 2005.

### EV1 de célula de combustible
Esta variante extendía la propulsión eléctrica incorporando en el maletero una célula de combustible alimentada por metanol desarrollada por Daimler-Benz/Ballard Power Systems para el Mercedes-Benz NECAR. El sistema consistía en un procesador de combustible, un compresor/expansor y la célula de combustible. La autonomía en autopista era de 300 millas (483 km), con un consumo de 2,94 l/100 km (en un modelo de gasolina equivaente). El coche aceleraba de 0 a 60 mph (97 km/h) en 9 segundos.

## Who Killed The Electric Car?

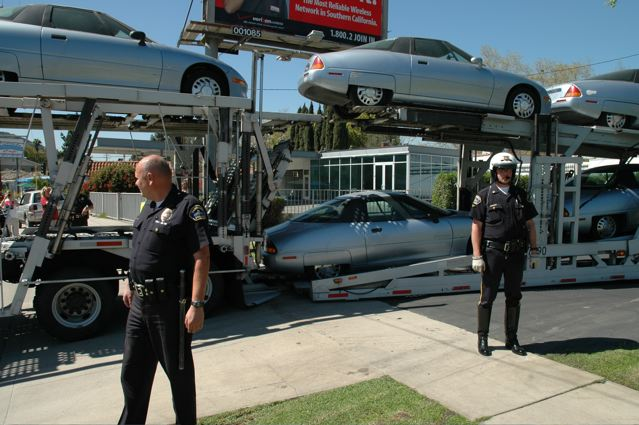
Policías en Burbank, en el centro de entrenamiento de GM, California, custodiando el transporte a las plantas, como resultado de las protestas "Don't Crush Campaign", donde serían destruidos los coches EV1.

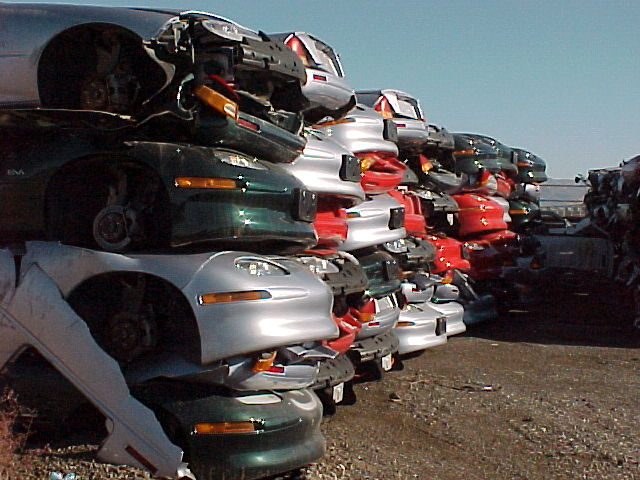
La mayoría de los EV1s fueron aplastados por GM después de terminar los contratos de alquiler.

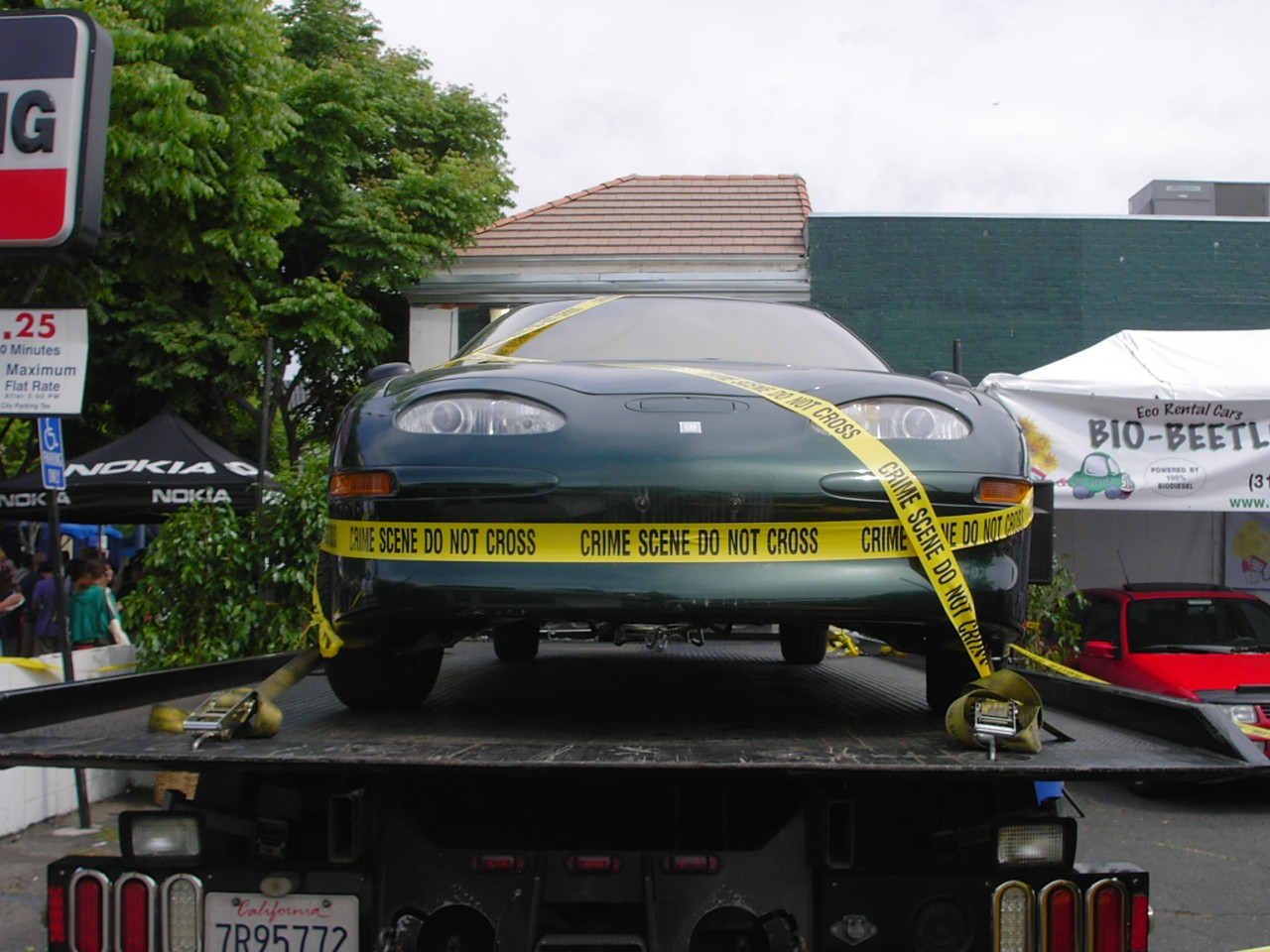
Evento promocional para el lanzamiento del documental, en las cintas de color amarillo se lee "prohibido pasar a la escena del crimen"

El 14 de noviembre de 2006, se estrenó el documental Who Killed the Electric Car? (¿Quién mató al vehículo eléctrico?) dirigido por Chris Paine. El tema principal del documental es la cancelación y posterior destrucción del EV1, y otros dos vehículos eléctricos, el Ford TH!NK y el Toyota RAV4 EV. El documental narra los esfuerzos de General Motors para demostrar que no existía demanda para su producto, y la forma en que fueron destruidos los vehículos a pesar de la solicitud de algunos arrendatarios de renovar el contrato. Algunos de los vehículos fueron desactivados y donados a museos y universidades, pero la mayoría fueron achatarrados usando una máquina especial que se ve en el documental.
El documental muestra la campaña realizada por algunos arrendatarios y activistas para evitar la destrucción de estos tres vehículos eléctricos, con énfasis en el EV1. 
En respuesta a esta crítica, GM respondió que entre otras razones, el EV1 no era comercialmente viable en aquella época debido a los altos intereses económicos de las compañías petroleras y a la falta de baterías adecuadas, debido a que la empresa ChevronTexaco adquirió la patente de las baterías níquel/metal hidruro y posteriormente desmontó la fábrica.
En el documental se propone la teoría de que el programa EV1 se eliminó por las presiones de la industria petrolera. También analiza la responsabilidad de cada uno de los "acusados", las autoridades del Gobierno Federal, la Junta de Recursos del Aire de California (CARB por sus siglas en inglés), los usuarios, las baterías, los fabricantes de automóviles, la industria petrolera, y el vehículo de hidrógeno.

## Revenge of the Electric Car
En 2011 Chris Paine exhibió el documental Revenge of the Electric Car (La venganza del coche eléctrico) en el que muestra la evolución de los vehículos enchufables desde el achatarramiento del GM EV1 hasta 2010. Entrevista a Bob Lutz de GM, que más tarde produciría el Chevrolet Volt. También muestra la evolución de Elon Musk de Tesla en la fabricación del Tesla Roadster y del Tesla Model S. Conversa con Carlos Ghosn de Nissan sobre el impulso en la fabricación del Nissan Leaf.

## Galería

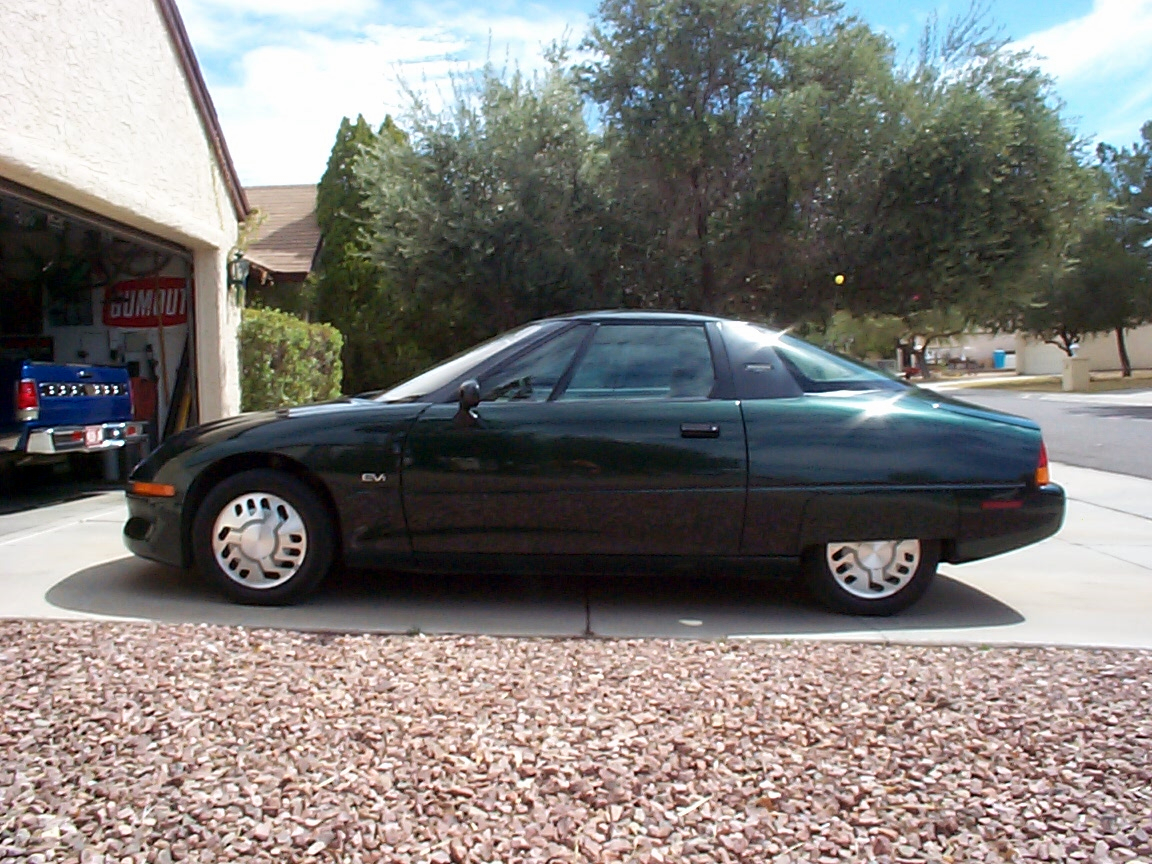
Vista Lateral
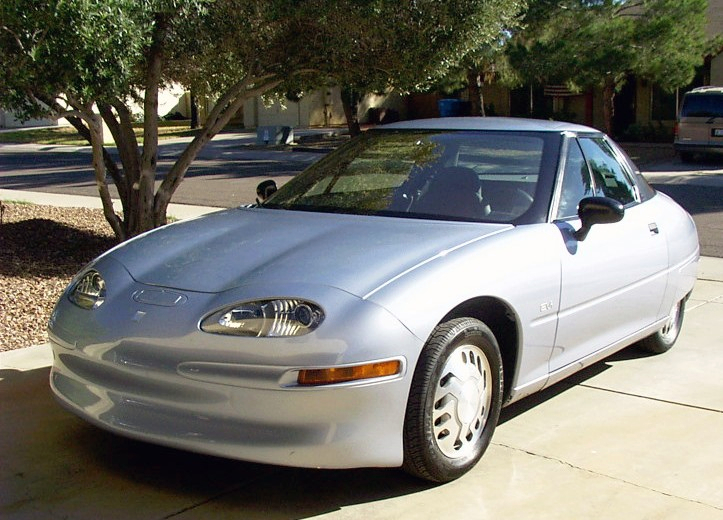
Vista Frontal
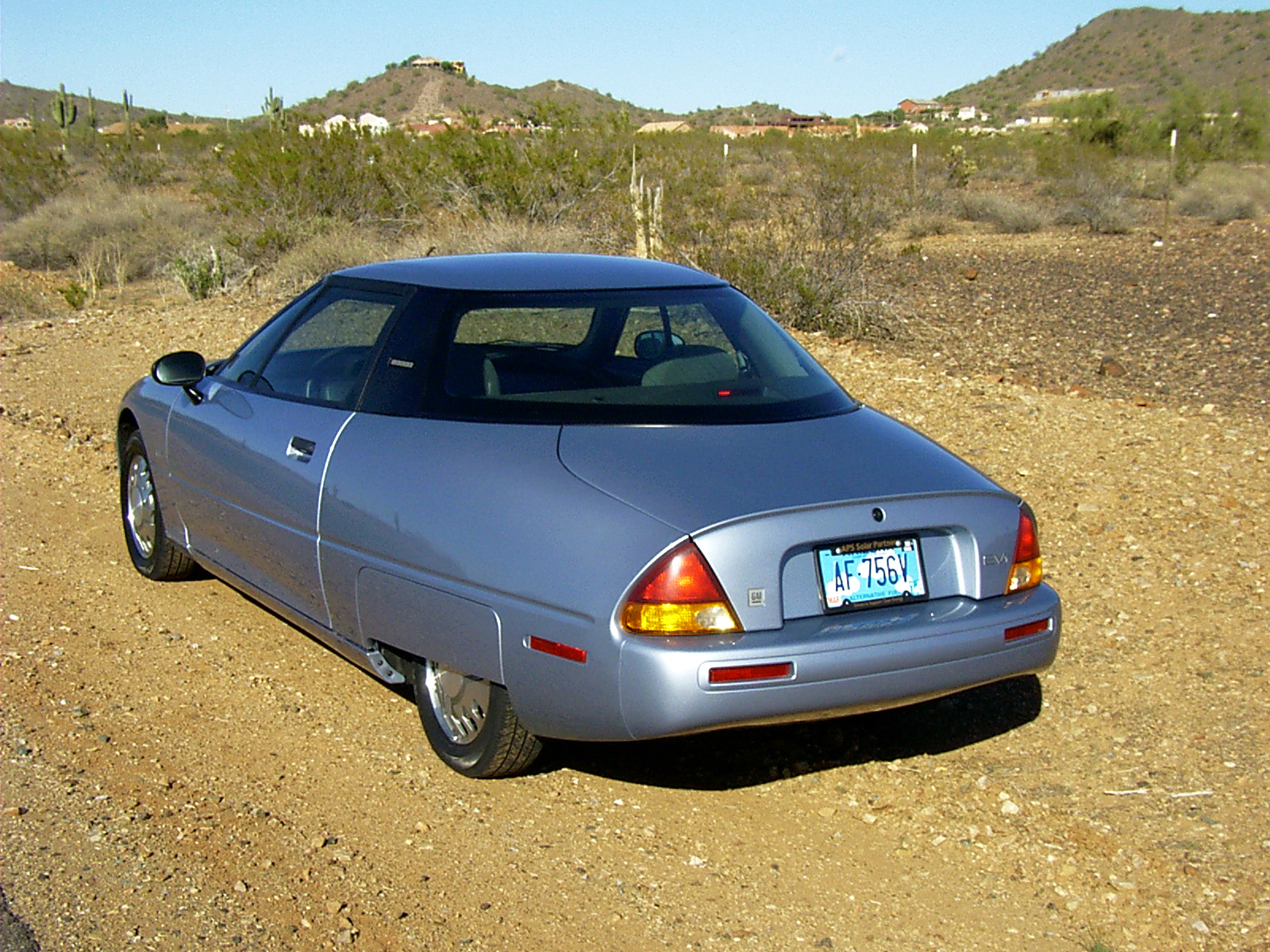
Vista Posterior
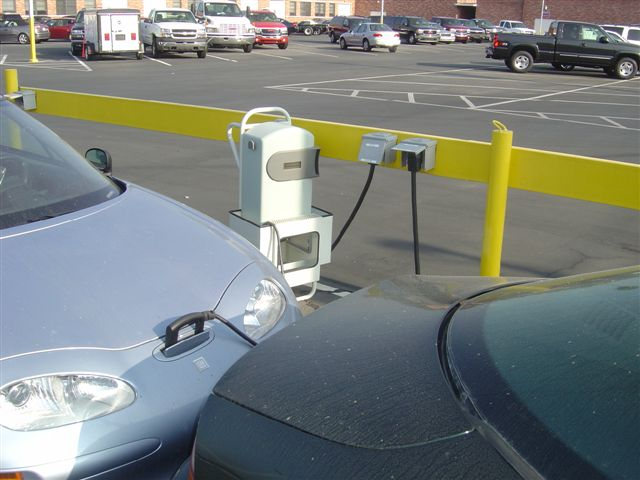
EV1 recargando las baterías
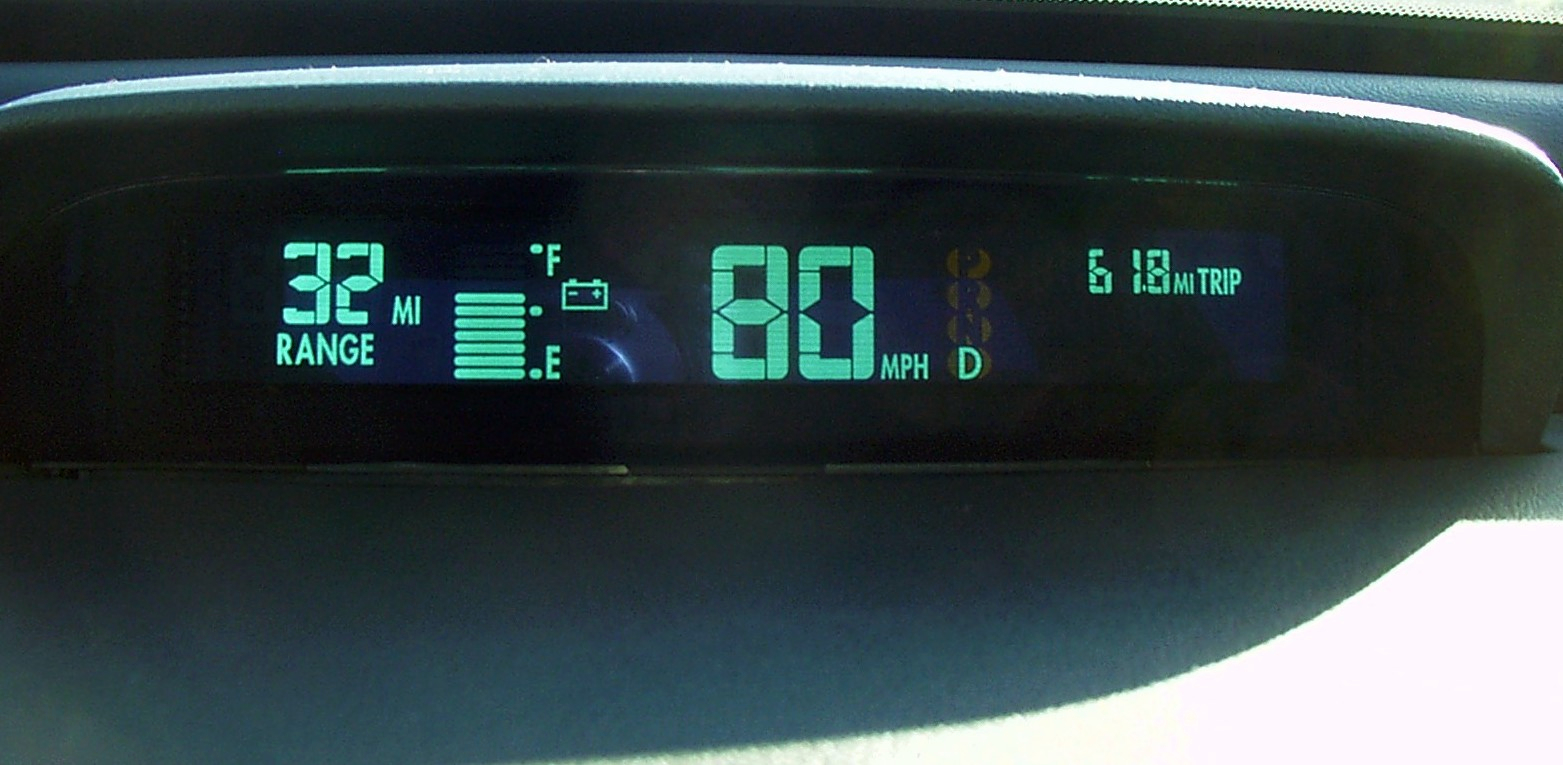
Vista del panel informativo del EV1,carga batería,velocidad, autonomía.
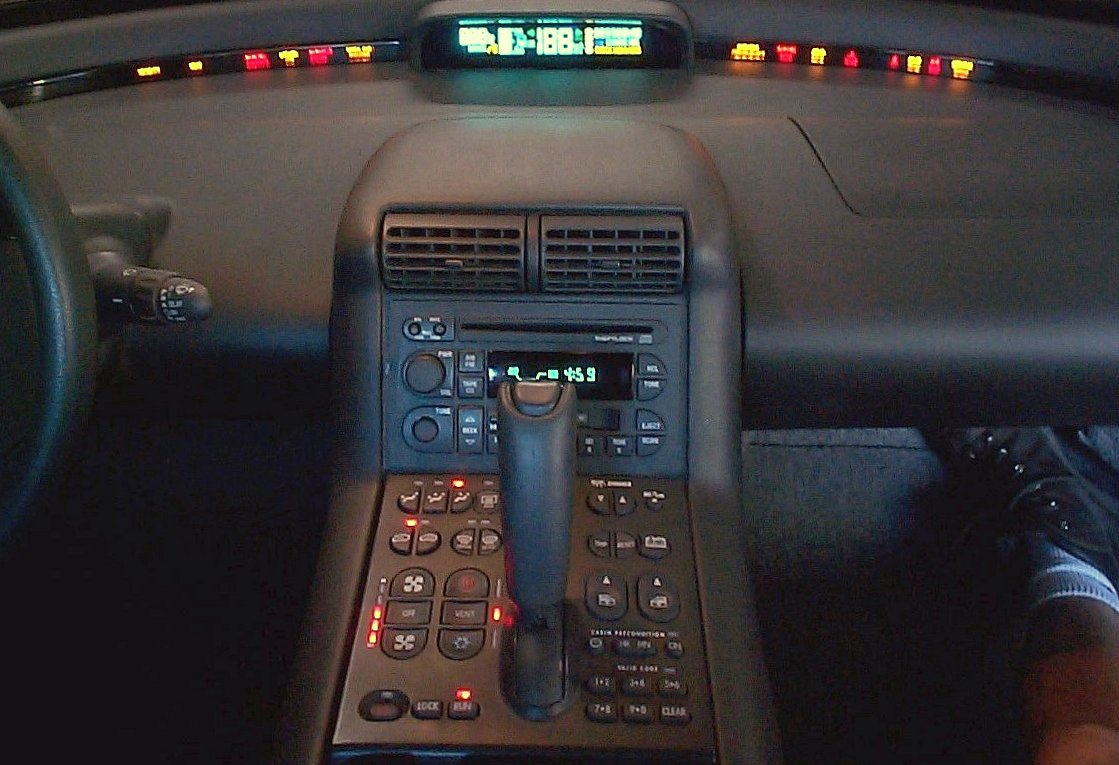
Consola central del EV1
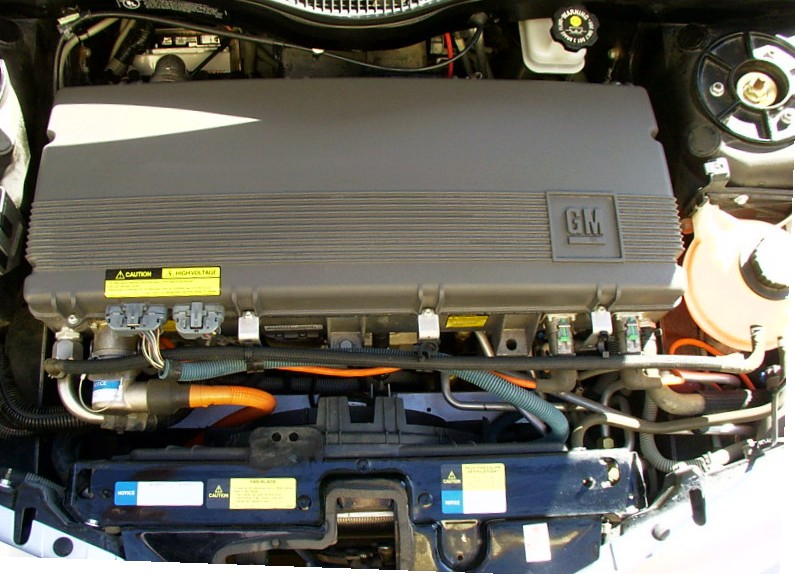
Motor eléctrico del EV1